# 查尔斯·桑德斯·皮尔士
查尔斯·桑德斯·皮尔士（英語：Charles Sanders Peirce，/pɜːrs/ PURSS；1839年9月10日—1914年4月19日），中文常译為皮尔斯或帕爾斯，是美国哲学家、逻辑学家与数学家，被誉为“实用主义之父”。伯特兰·罗素曾称其为：“十九世纪后期最有独创性的思想家之一，当然也是有史以来最伟大的美国思想家。”

## 生平
1839年生于马萨诸塞州坎布里奇，早年在哈佛大学接受教育，后任教于霍普金斯大学。
皮尔士在其一生中被很大程度上忽视了，直到第二次世界大战对他的研究文献仍很缺乏。他的很多巨著仍未出版中譯本。他是数学、研究方法论、科学哲学、知识论和形而上学领域中的改革者，他自认为首先是逻辑学家。尽管他主要对形式逻辑做出重要贡献，他的「逻辑」所含盖的很多内容现在被称做了科学哲学和知识论。他发现并创建了作为符號學分支的逻辑学，他发现逻辑运算可以用电子开关电路完成，因此预见了电子计算机。
他被威廉·詹姆士認為是美國當代實用主義的奠基人。